# العركوب (رأس عين الرحامنة)
العركوب هي إحدى مشيخات المملكة المغربية، تتبع جغرافيا لإقليم الرحامنة وإداريًا لرأس عين الرحامنة. يقدر عدد سكانها بـ 16361 نسمة حسب الإحصاء الرسمي للسكان والسكنى لسنة 2004.